# 野尻宿

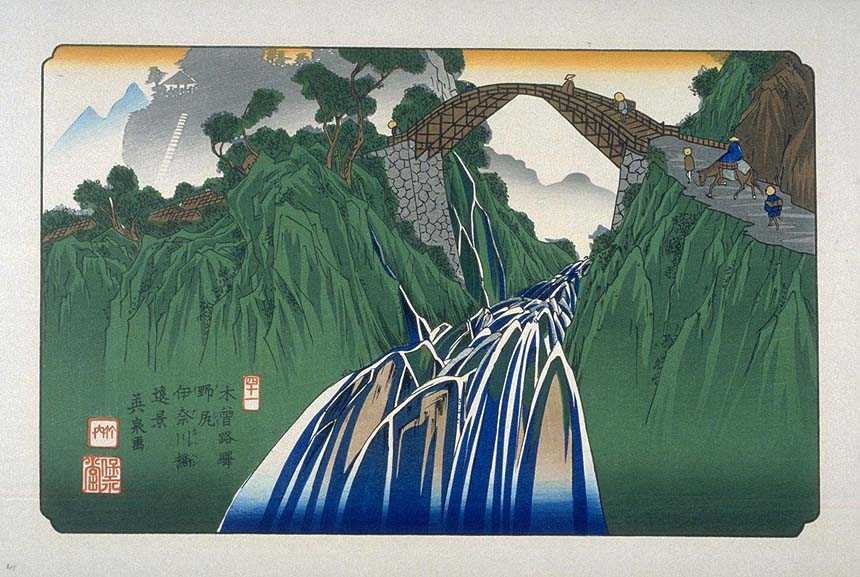
木曽海道六十九次 野尻（渓斎英泉）

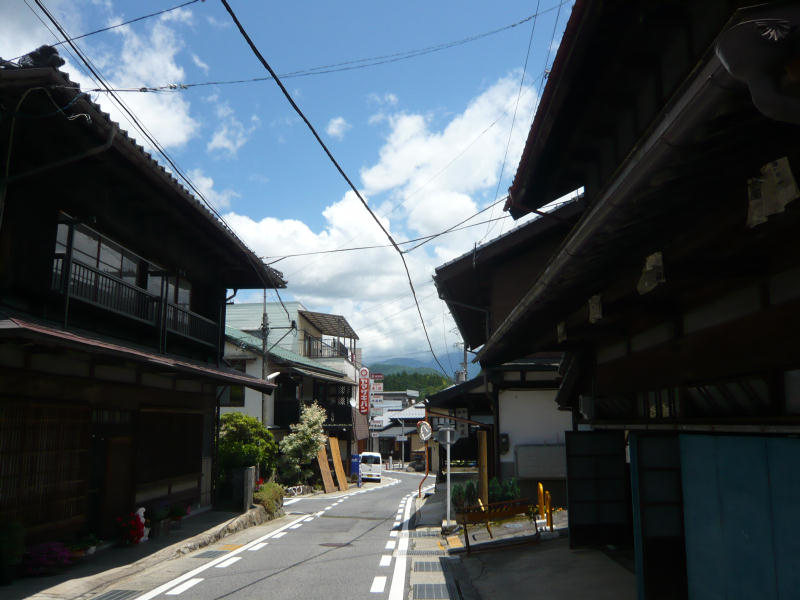
野尻宿の町並み

野尻宿（のじりじゅく）は、中山道40番目の宿場（→中山道六十九次）。長野県木曽郡大桑村に位置する。寛政3年（1791年）に大火に遭っている。宿場通りの長さは木曽十一宿の中では奈良井宿に次いでおり、「七曲り」と呼ばれ町筋が曲がりくねっているのが特徴。

## 特徴
天保14年（1843年）の『中山道宿村大概帳』によれば、野尻宿の宿内家数は108軒、うち本陣1軒、脇本陣1軒、旅籠19軒で宿内人口は986人であった。

## 最寄り駅
- JR中央本線 野尻駅

## 史跡・みどころ
- 七曲り
- 臨済宗妙覚寺（マリア観音）
- はずれ（宿場のはずれにあった旅籠の屋号）
- 南無妙法蓮華経の碑（「いぼ石」）

### 三留野宿までの史跡・みどころ
- 明治天皇中川原御膳水

野尻宿から三留野宿への経路は、木曽川沿いの「羅天の桟」を通る道と、危険な桟道を避けて山中を抜ける「与川道」の2本がある。

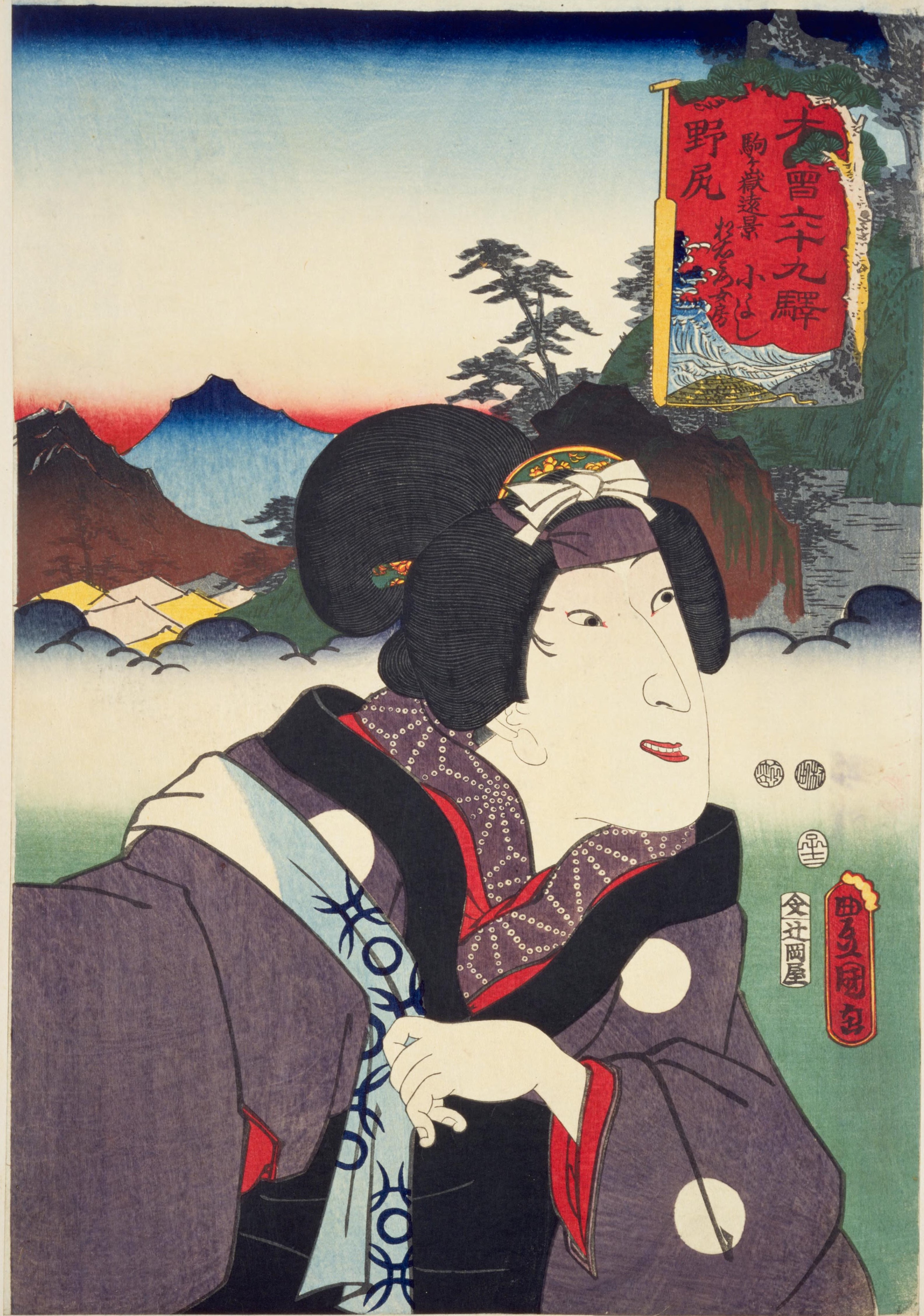
三代目歌川豊国「木曽六十九駅 野尻駒ケ嶽遠景・松右ヱ門女房小よし」

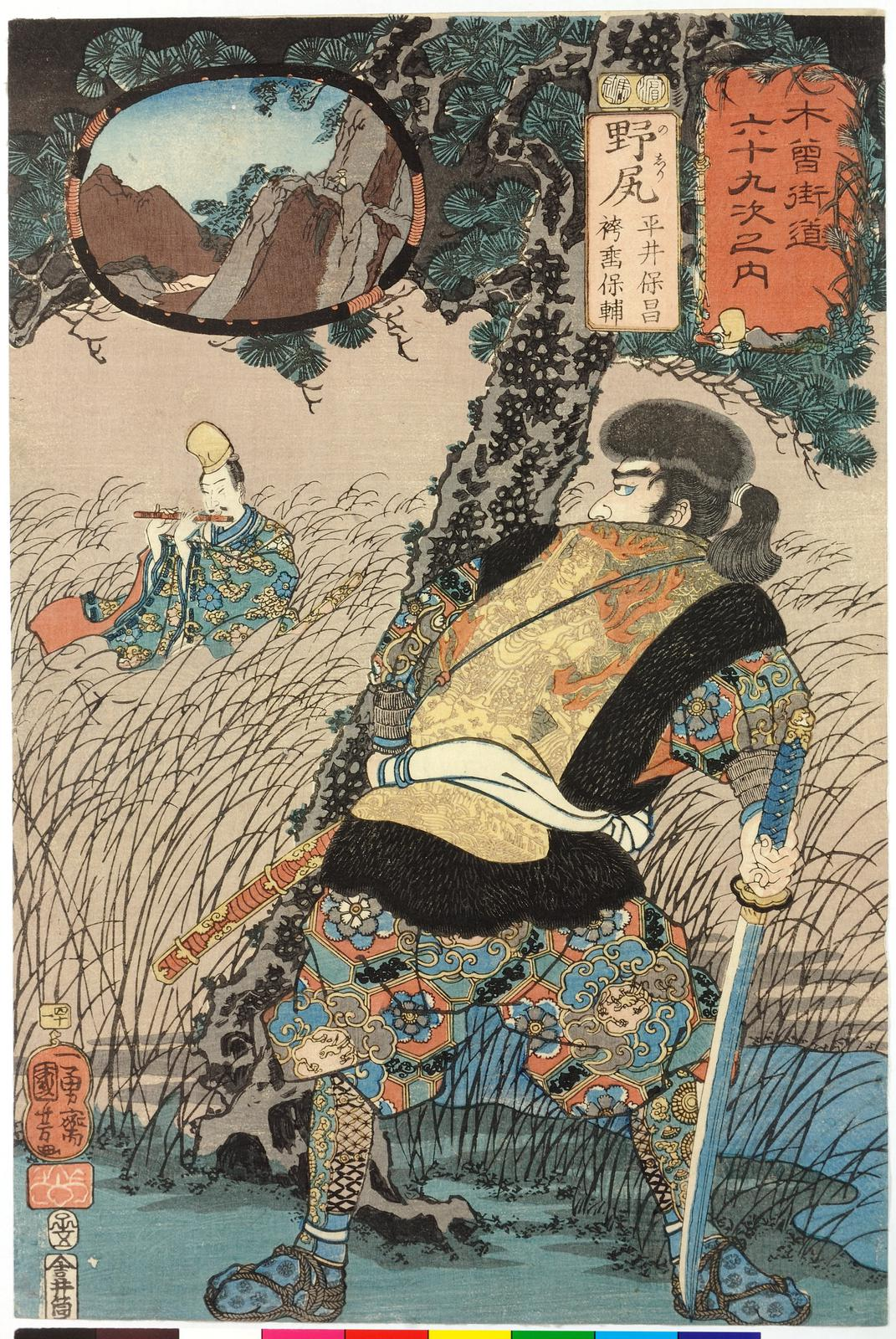
歌川国芳「木曽街道六十九次之内 野尻　藤原保昌・袴垂保輔」

## 隣の宿
中山道
須原宿 - 野尻宿 - 三留野宿